# Pat Kenny (Moderator)

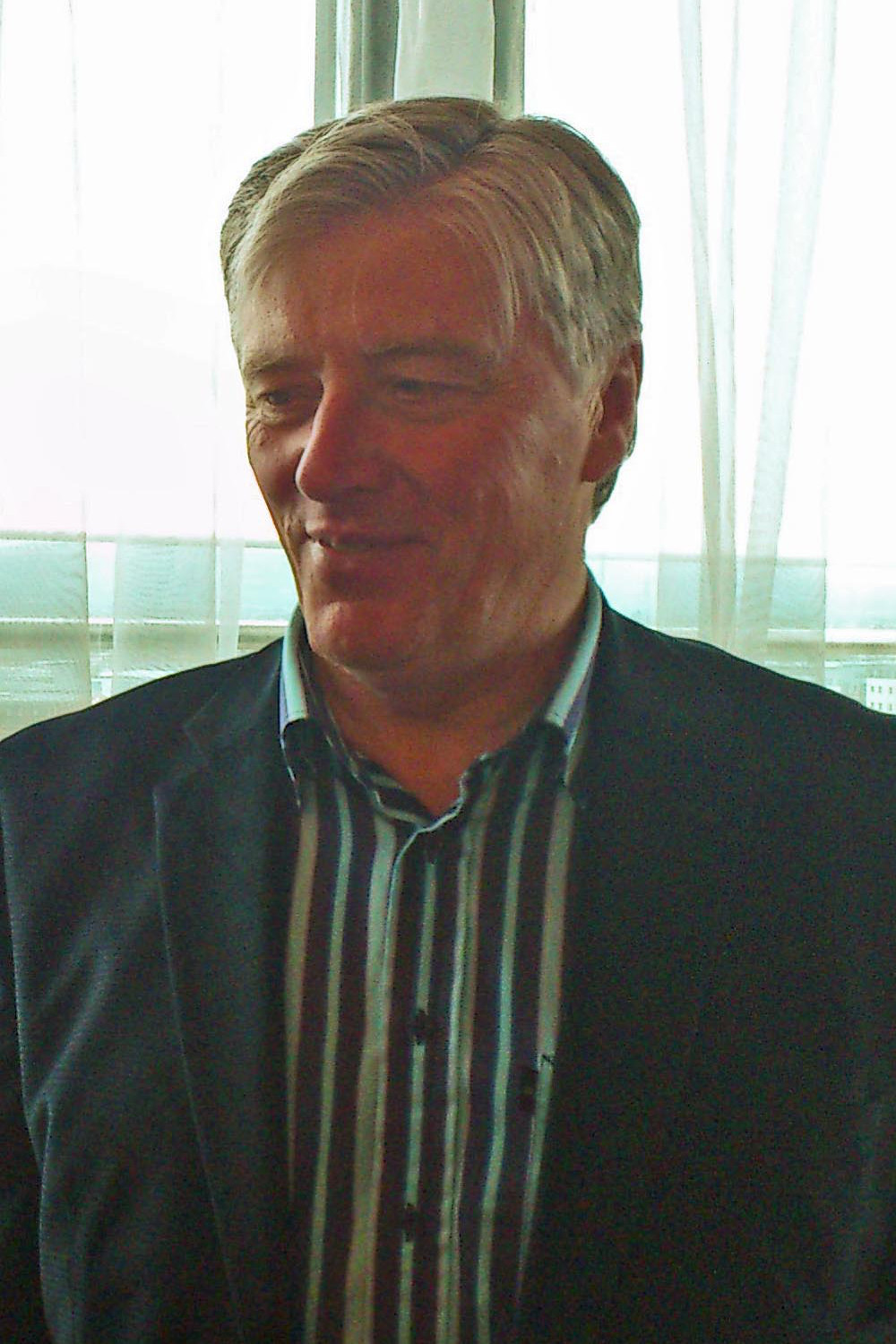
Pat Kenny (2011)

Pat Kenny (eigentl. Patrick Kenny; * 29. Januar 1948 in Dublin) ist ein irischer Hörfunk- und Fernsehmoderator.
Kenny studierte Chemieingenieurwesen am University College Dublin. Anschließend war er Lecturer am Bolton Street College of Technology, bevor er 1972 für Raidió Teilifís Éireann Teilzeit-Radioansager wurde. Ab Mitte der 1970er Jahre wurde er bei RTÉ Radio 1 aktiv, erst als Programmsprecher und Radio-DJ, später begann sein eigenes tägliches Vormittags-Magazin Today. Mitte der 1980er Jahre wurde er zusätzlich beim Fernsehprogramm von RTÉ tätig. Er moderierte kurzzeitig das Magazin Today Tonight und seine erste eigene Talkshow The Pat Kenny Show. 1988 war er zusammen mit Michelle Rocca Gastgeber beim Eurovision Song Contest in Dublin. In jenem Jahr begann seine wöchentliche, nächtliche Talkshow Kenny Live, die er bis 1999 moderierte. Er wechselte dann zu einer der ältesten und bekanntesten Talkshow-Formate in Irland, der Late Late Show. Hier empfing er bis 2009 wöchentlich Talkgäste. Von 2009 bis 2012 moderierte er die montägliche Diskussionsrunde The Frontline. 2013 moderierte er Prime Time. 2013 verließ er RTÉ und wurde bei Newstalk tätig.
1986 wurde er mit einem Jacob's Award ausgezeichnet.